# Santa Maria (Isabela)
Santa Maria (Bayan ng Santa Maria) är en kommun i Filippinerna. Kommunen ligger på ön Luzon, och tillhör provinsen Isabela. Folkmängden uppgår till 20 115 invånare.

## Barangayer
Santa Maria är indelat i 20 barangayer.
| - Bangad - Buenavista - Calamagui North - Calamagui East - Calamagui West - Divisoria - Lingaling - Mozzozzin Sur - Mozzozzin North - Naganacan | - Poblacion 1 - Poblacion 2 - Poblacion 3 - Quinagabian - San Antonio - San Isidro East - San Isidro West - San Rafael West - San Rafael East - Villabuena |